# Caraș-Severin (distrikt)
Caraş-Severin er et distrikt i Banat i Rumænien med 333.219 (2002) indbyggere. Hovedstad er byen Reşiţa.

## Byer
- Reşiţa
- Caransebeş
- Anina
- Băile Herculane
- Bocşa
- Moldova Nouă
- Oraviţa
- Oţelu Roşu

## Kommuner
| - Armeniş - Bănia - Băuţar - Berlişte - Berzasca - Berzovia - Bolvaşniţa - Bozovici - Brebu - Brebu Nou - Buchin - Bucoşniţa - Caraşova - Cărbunari | - Ciclova Română - Ciuchici - Ciudanoviţa - Constantin Daicoviciu - Copăcele - Cornea - Cornereva - Coronini - Dalboşeţ - Doclin - Dognecea - Domaşnea - Eftimie Murgu - Ezeriş | - Fârliug - Forotic - Gârnic - Glimboca - Goruia - Grădinari - Iablaniţa - Lăpuşnicel - Lăpuşnicu Mare - Luncaviţa - Lupac - Marga - Măureni - Mehadia | - Mehadica - Naidăş - Obreja - Ocna de Fier - Păltiniş - Pojejena - Prigor - Răcăşdia - Ramna - Rusca Montană - Sacu - Sasca Montană - Sicheviţa - Slatina-Timiş | - Socol - Şopotu Nou - Târnova - Teregova - Ticvaniu Mare - Topleţ - Turnu Ruieni - Văliug - Vărădia - Vermeş - Vrani - Zăvoi - Zorlenţu Mare |

## Demografi
Evoluţia demografică
45°09′N 22°04′Ø / 45.15°N 22.07°Ø